# Суровікін Сергій Володимирович
Сергі́й Володи́мирович Сурові́кін (нар. 11 жовтня 1966, Новосибірськ, РРФСР, СРСР) — російський воєначальник, колишній головнокомандувач Повітряно-космічними силами Росії. Герой Російської Федерації (2017), генерал армії (2021).
З 8 жовтня 2022 року був командувачем Об'єднаного угрупування військ у вторгненні Росії в Україну.
З 11 січня 2023 року — командувач ВКС Росії. Відомий тим, що під час путчу ДКНС він віддав наказ іти на прорив барикади на Садовому кільці, насмерть давити демонстрантів бойовими машинами, внаслідок чого загинули три захисники Білого Дому, Герої Радянського Союзу Дмитро Комар, Ілля Кричевський та Володимир Усов.

## Біографія
Суровікін народився 11 жовтня 1966 року в Новосибірську.
У 1987 році закінчив із золотою медаллю Омське вище загальновійськове командне училище імені М. В. Фрунзе. Після закінчення училища проходив службу на посаді командира мотострілецького взводу, командира мотострілецької роти у 2-й гвардійській мотострілецькій дивізії. В 1989 відзначився на навчаннях, відігнавши охоплену вогнем і споряджену боєкомплектом БМП від масового скупчення військовослужбовців.
У серпні 1991 року у званні капітана виконував обов'язки командира 1-го мотострілецького батальйону 2-ї гвардійської мотострілецької дивізії. Батальйон у складі 20-ти БМП-1 та одного БРДМ-2 був за наказом ДКНС відправлений для виставлення комендантських постів на Садовому кільці. Під час інциденту в тунелі на Садовому кільці в ніч із 20 на 21 серпня колону було зупинено натовпом, на дорозі було споруджено завали. Суровікін звертався до натовпу з попередженнями, що в БМП знаходяться боєприпаси, вимагав пропустити колону і зробив два попереджувальні постріли вгору з табельної зброї. Потім з частиною колони (12 бойових машин) прорвався через завали і пішов з місця конфлікту, а при нападах натовпу на решту бойових машин загинули троє молодих людей: Дмитро Комар (роздавлений гусеницями при маневруванні БМП), Ілля Кричевський та Володимир Усов (нападниками була спалена одна БМП, ще одна отримала пошкодження, 6 військовослужбовців отримали поранення, опіки та травми). Після поразки ДКНС Суровікін був заарештований, близько 7 місяців перебував під вартою під час попереднього слідства. Внаслідок розслідування звинувачення було знято, оскільки він виконував накази керівництва. Більше того, Суровікін був не просто звільнений, а підвищений у званні за власним наказом президента Росії Бориса Єльцина. Розібравшись у діях капітана Суровікіна, Єльцин прямо сказав «… а майора Суровікіна негайно звільнити». Тим самим даючи зрозуміти, що підвищує його в званні за зразкове виконання військового обов'язку.
Під час навчання у Військовій академії імені М. В. Фрунзе у вересні 1995 року був визнаний військовим судом Московського гарнізону винним у пособництві у придбанні та збуті, а також носінні вогнепальної зброї та боєприпасів без відповідного дозволу (ст. 17, ч. 1 ст. 218 КК РРФСР). Його засудили до одного року позбавлення волі умовно, проте «Коли слідство розібралося, що офіцера підставили, звинувачення зняли та судимість погасили» (заступник керівника Військово-слідчого управління з Південного федерального округу Сергій Сипачов).
У 1995 році з відзнакою закінчив Військову академію імені М. В. Фрунзе. Після академії служив у Таджикистані командиром мотострілецького батальйону, потім начальником штабу 92-го мотострілецького полку, начальником штабу та командиром 149-го гвардійського мотострілецького полку, начальником штабу 201-ї мотострілецької Гатчинської дивізії.
В 2002 закінчив з відзнакою Військову академію Генерального штабу Збройних сил Російської Федерації.
З 2002 по 2004 рік — командир 34-ї мотострілецької дивізії (Єкатеринбург): з 2004 року по 2005 рік — командир 42-ї гвардійської мотострілецької дивізії (Чечня); у 2005—2008 роках — начальник штабу — перший заступник командувача 20-ї гвардійської загальновійськової армії (Вороніж); з квітня по листопад 2008 року — командувач 20-ї гвардійської загальновійськової армії.
З листопада 2008 року по січень 2010 року — начальник Головного оперативного управління Генерального штабу ЗС Росії ; з 11 січня по 10 грудня 2010 року — начальник штабу Приволзько-Уральського військового округу (Єкатеринбург); з 10 грудня 2010 року до квітня 2012 року — начальник штабу — перший заступник командувача військ Центрального військового округу. У 2012 році керував робочою групою Міноборони Росії зі створення військової поліції з подальшою перспективою призначення на посаду начальника Головного управління військової поліції. З 27 жовтня 2012 року по жовтень 2013 року — начальник штабу — перший заступник командувача військ Східного військового округу.
У жовтні 2013 року призначений командувачем військ Східного військового округу. 12 грудня 2013 року присвоєно військове звання " генерал-полковник ".
З березня по грудень 2017 року — командувач Угрупуванням військ Збройних сил Росії в Сирії.
Під командуванням Суровікіна вдалося досягти суттєвого перелому у боротьбі з повстанцями та звільнити понад 95 % території Сирії, 11 грудня 2017 року було завершено активну фазу військової операції Росії в Сирії та розпочато виведення основного складу Групування військ Збройних сил Росії з Сирії.
Указом президента Росії 31 жовтня 2017 року генерал-полковника Сергія Суровікін призначено на посаду головнокомандувача Повітряно-космічними силами Російської Федерації.
Є першим загальновійськовим генералом, який очолив цей вид військ, що включає військово-повітряні сили, війська протиповітряної та протиракетної оборони та космічні війська. Член Колегії Міністерства оборони Російської Федерації. Після нового призначення, до середини грудня 2017 року продовжував перебувати у Сирії та виконувати обов'язки командувача угрупуванням. Керував угрупованням понад дев'ять місяців, довше за всіх інших командувачів.
28 грудня 2017 року президент Росії Володимир Путін вручив генерал-полковнику Суровікіну Золоту Зірку Героя РФ.
З січня по квітень 2019 року — командувач Угрупуванням військ ЗС РФ у Сирії. Друге перебування на цій посаді. У сукупності Суровікін командував російським угрупуванням військ у Сирії більше року — довше, ніж будь-хто з вищих офіцерів, які обіймали цю посаду.
16 серпня 2021 року указом президента Путіна присвоєно звання генерал армії.

### Війна в Україні

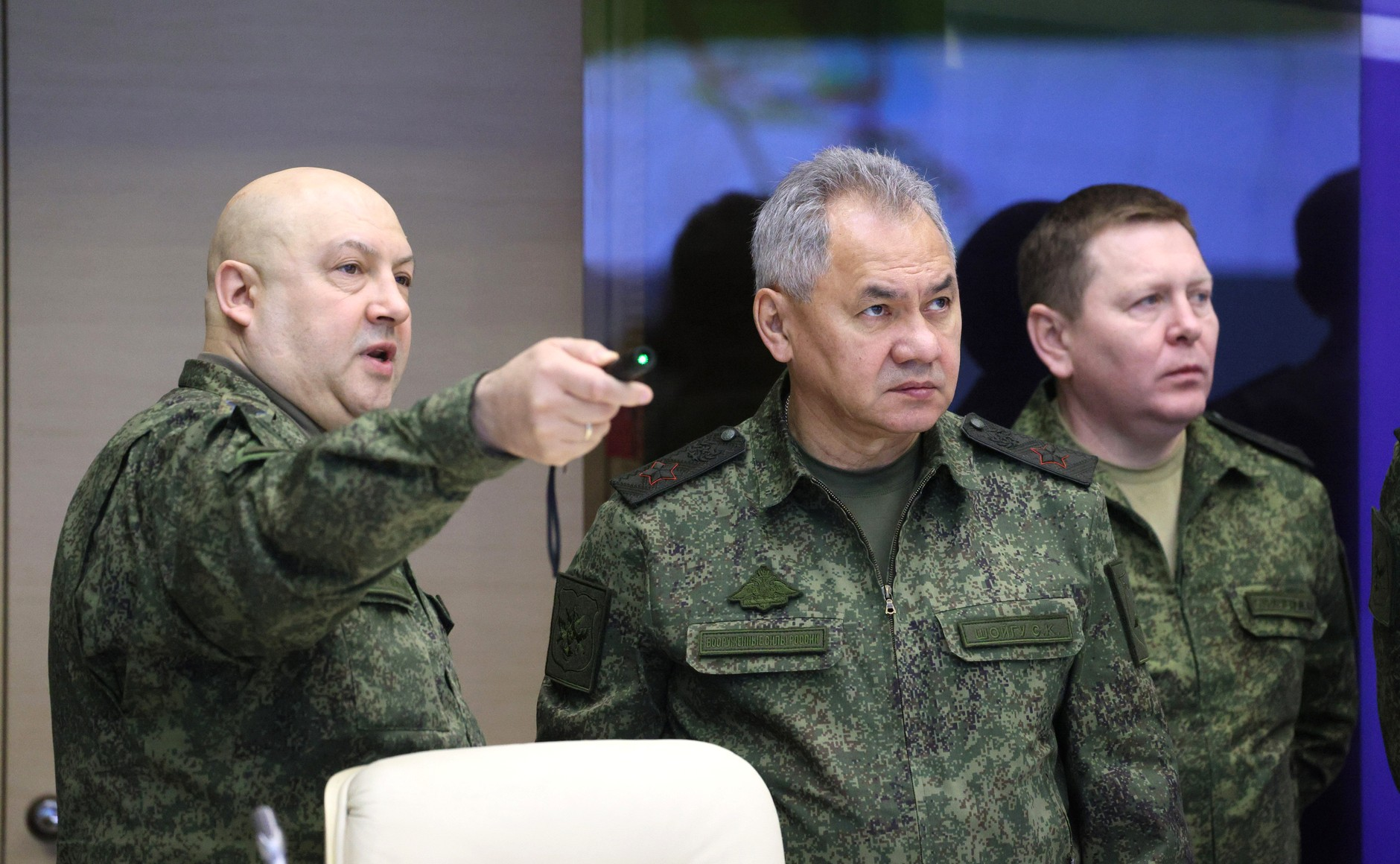
Сергій Суровікін у грудні 2022 року

24 червня 2022 року Міноборони Росії заявило, що Суровікін, як командувач Південної групи російських військ керував оточенням угруповання ЗСУ в містах Гірське і Золоте Луганської області під час російського вторгнення в Україну.
8 жовтня 2022 року наказом Міноборони Росії був призначений командувачем Об'єднаного угруповання військ на війні в Україні. При ньому російська армія почала масові обстріли енергетичної інфраструктури України. З ім'ям Суровікіна низка джерел пов'язує споруджену на окупованих Росією територіях велику мережу траншей, мінних полів, загороджень із колючого дроту, танкових пасток і вогневих позицій, призначених для гальмування будь-якої атаки, — іноді звану «лінією Суровікіна».
11 січня 2023 року Володимир Путін зняв Суровікіна з посади командувача Об'єднаного угруповання військ в Україні і призначив на цю посаду начальника Генерального штабу Збройних Сил Російської Федерації — першого заступника міністра оборони Росії генерала армії Валерія Герасимова, а Суровікін став його заступником.
У травні видання The Economist зазначило, що Суровікін уже кілька останніх років «представляє інтереси» групи ПВК «Вагнера» в Міноборони Росії. Суровікін разом із керівником ПВК Євгеном Пригожиним сперечалися з міністром оборони Шойгу і генералом Герасимовим щодо застосовуваних під час війни різних тактик. Аналітики хвалили Суровікіна і Пригожина за деякі успіхи армії РФ на полі бою. Так, Суровікін добре впорався з відведенням практично оточених формувань РФ з-під Херсона.

### Після заколоту ПВК «Вагнер»
У червні 2023 року під час заколоту Пригожина звернувся до бійців ПВК «Вагнер», закликавши їх «зупинитися». За даними розвідки США, Суровікін знав про підготовку повстання, яке в статті The New York Times називається спробою силою змінити керівництво Міноборони в особі Сергія Шойгу і Валерія Герасимова. Згідно з The Wall Street Journal, деякі командири російських регулярних військ могли бути частиною змови. Невідомо, чи підтримав Суровікін Пригожина. Після початку заколоту генерал публічно його засудив. Відтоді він події не коментував, поширюються різні чутки про його місцезнаходження. За повідомленнями ЗМІ, у червні 2023 року нібито заарештований за допомогу підприємцю Євгену Пригожину в організації заколоту. Згодом інформація про арешт Суровікіна і його причетність до заколоту не знайшла офіційних підтверджень.
У вересні 2023 Сергія Суровікіна було звільнено з-під варти. Після цього з сайту міноборони РФ було видалено згадки про Суровікіна.
11 вересня 2023 року в ЗМІ з'явилися припущення, що Суровікіна перевели на посаду «голови комітету СНД з питань ППО».

## Родина
Одружений, виховує чотирьох дітей: трьох дочок та сина.
- Вероніка Сергіївна Суровікіна
- Ніна Сергіївна Суровікіна
- Алла Сергіївна Суровікіна
- Марк Сергійович Суровікін

## Нагороди
- Герой Російської Федерації (8 грудня 2017) — «за мужність і героїзм, виявлені при виконанні військового обов'язку в Сирійській Арабській Республіці»,
- Орден Святого Георгія III (31 грудня 2022)[47], IV ступеня[48]
- Три ордени Мужності
- Орден «За військові заслуги»,
- Медаль ордену «За заслуги перед Батьківщиною» І ступеня
- Медаль ордену «За заслуги перед Вітчизною» II ступеня
- Медаль «За відвагу»,
- Медаль «За бойові заслуги»
- Медаль «Учаснику військової операції в Сирії»,
- Медалі СРСР,
- Медалі РФ.
- Орден Дружби народів (31 березня 2010 року, Білорусь) — за значний особистий внесок у зміцнення миру, дружніх стосунків та співробітництва між Республікою Білорусь та Російською Федерацією[49].

## Інциденти
- У березні 2004 року побив підлеглого. Помічник начальника відділення з виховної роботи штабу дивізії підполковник Віктор Цибізов, який без дозволу залишив своє службове місце на 30 діб, щоб виступити як спостерігач у виборчому штабі кандидата в депутати Держдуми Є. Зяблецева по 162-му Верх-Ісету., який очолювала його дружина на виборах, звинуватив командира дивізії генерал-майора Суровікіна у побитті з політичних мотивів[50]. Суровікін першим подав заяву до Військової прокуратури з проханням порушити кримінальну справу через тривале залишення підлеглим місця служби.

- У квітні 2004 року в кабінеті командира дивізії генерал-майора Суровікіна у присутності його самого та заступника командувача військ округу застрелився заступник командира дивізії з озброєння полковник Андрій Штакал.